# Septentrio
Септентрио — компания, разрабатывающая и производящая микроэлектронные платы для приёма и обработки дальномерных сигналов спутниковой навигации и предназначенные для использования в навигационных и геодезических системах. Приёмники Септентрио применяются в геодезии, топографии, землемерных работах, автоматизированном управлении машинами, прецизионном сельском хозяйстве, воздушной и морской навигации и т. д.

## История
Септентрио была создана в январе 2000. Одним из учредителей компании был Imec, крупнейший научный центр по микроэлектронике в Европе. В 2007 г. Септентрио получила приз «Газель», присуждаемый ежегодно бельгийской компании, показавшей наиболее высокие темпы роста. В становлении компании большую роль сыграл контракт с Европейским космическим агентством на разработку первого опытного приёмника Галилео. Компания расположена в г. Лёвене, Бельгия и имеет филиалы в Торрансе, Калифорния и в Гонконге.

## Деятельность

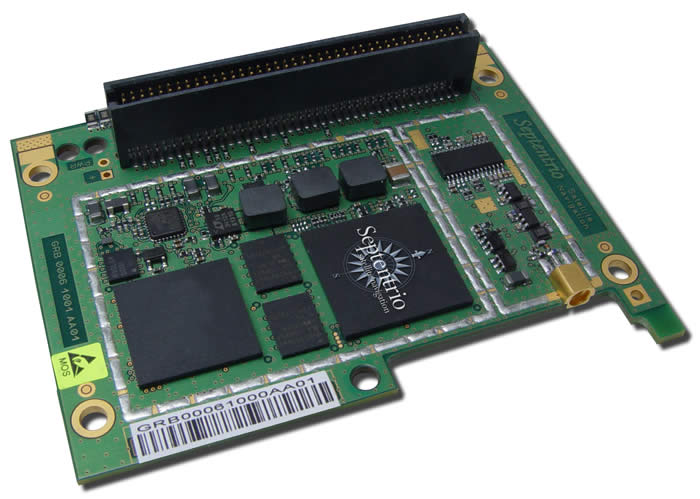
AsteRx1 был первым коммерческим приёмником, использующим сигналы Галилео

Септентрио разрабатывает самостоятельно все компоненты приёмников: электронику, программное обеспечение, а также навигационные алгоритмы, включая методы РТК, предназначенные для достижения сантиметровой точности расчёта позиции антенны относительно референсной станции. Основной продукцией являются двухчастотные многосистемные приёмники ГПС-ГЛОНАСС-Бэйдоу-Галилео, предназначенные для профессионального использования.
К оригинальным разработкам компании относятся метод подавления многолучёвости APME и миниатюрные измерители ориентации на одной плате. Участие в проекте Галилео способствовало развитию в компании исследовательских работ, посвящённых изучению свойств новых навигационных сигналов . Приёмники Септентрио использовались не только для систематического изучения сигналов спутников, GIOVE-A/B (первых спутников системы Галилео) но и для приёма экспериментальных сигналов китайской глобальной навигационной системы Компас.